# (130) Elektra
(130) Elektra – duża planetoida z pasa głównego.

## Odkrycie
Planetoida została odkryta przez Christiana Petersa 17 lutego 1873 w Clinton w stanie Nowy Jork. Nazwana planetoidy pochodzi od Elektry, postaci z mitologii greckiej znanej z tragedii Sofoklesa.

## Orbita
Orbita (130) Elektry jest nachylona do płaszczyzny ekliptyki pod kątem 22,85°. Na jeden obieg wokół Słońca ciało to potrzebuje 5 lat i 197 dni, krążąc w średniej odległości 3,13 au od Słońca. Średnia prędkość orbitalna tej planetoidy to ok. 16,67 km/s.

## Właściwości fizyczne
Elektra ma średnicę ok. 182 km. Jej albedo wynosi 0,08, a jasność absolutna to 7,12m. Planetoida ta zalicza się do planetoid typu G. Średnia temperatura na jej powierzchni sięga 157 K.

## Księżyce planetoidy

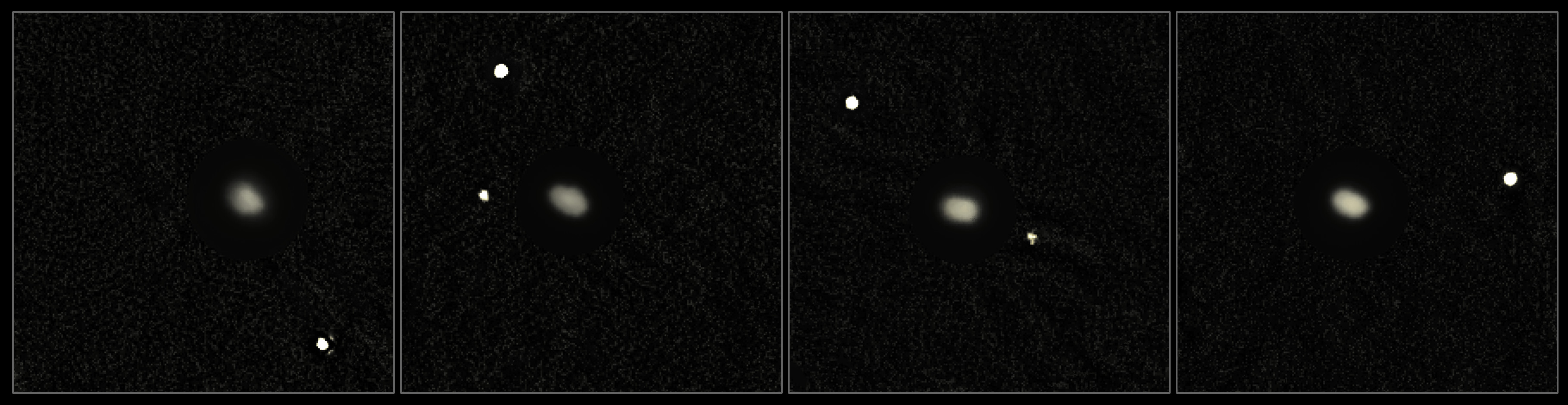
(130) Elektra i jej księżyce (zdj. ESO)

W roku 2003 teleskop Keck II wykrył obecność małego księżyca Elektry o średnicy około 7 km, orbitującego w odległości ok. 1170 km od tej planetoidy. Na razie nosi on tymczasowe oznaczenie S/2003 (130) 1.
W 2014 roku za pomocą teleskopu VLT odkryto drugi, nieco mniejszy księżyc. Orbituje on w odległości około 460 km od planetoidy. Otrzymał tymczasowe oznaczenie S/2014 (130) 1.
W 2021 roku, stosując algorytm redukcji światła halo od głównej planetoidy, odkryto trzeci księżyc Elektry, oddalony od niej o 344 km (okres obiegu 16,3 godziny). Otrzymał on oznaczenie S/2014 (130) 2.